# Godramstein
Godramstein is een plaats in de Duitse gemeente Landau in der Pfalz, deelstaat Rijnland-Palts, en telt 3500 inwoners.